# Longford (grevskap)
Longford (iriska: An Longfort) är ett grevskap på Irland. Huvudort är Longford.
Den västligaste gränsen utgörs av Shannonfloden. Floden Erne rinner igenom den nordligaste delen av Longford. Till största delen är landskapet platt, med Carn Clonhugh med sina 279 meter över havet som högsta punkt.
Lantbruk är en viktig näringsväg i Longford. Det finns ruiner av tidigt byggda kloster i detta grevskap. Kloster kan finnas vid Ardagh, Abbeylara, Abbeyderg samt Ichcleraun.

## Städer och samhällen
- Abbeyderg, Abbeylara, Ardagh
- Ballymahon
- Edgeworthstown
- Granard
- Inchcleraun
- Longford